# Вармалей
Вармалей — село Дальнеконстантиновского района, Нижегородской области.
Ранее относилось к Таможниковскому сельсовету. С 1 октября 2009 года в связи с принятием Закона Нижегородской области № 201-З «О преобразовании отдельных административно-территориальных образований Нижегородской области» и упразднения Таможниковского сельсовета вошло в состав Белозеровского сельсовета.
В посёлке постоянно проживает 22 человека, основная масса дачников приходится на летний сезон. С начала по середину XX века в селе располагалась начальная школа, в военное время ставшая яслями и далее магазином. Во время Великой Отечественной войны дети и подростки трудились на поле и после ВОВ были удостоены звания «Труженик тыла». На войну из посёлка были отправлены около 50 человек.